# Matěj Chaluš
Pour les articles homonymes, voir Chalus.
Matěj Chaluš, né le 2 février 1998 à Prague en Tchéquie, est un footballeur international tchèque qui évolue au poste de défenseur central au Malmö FF.

## Biographie

### FK Příbram
Né à Prague en Tchéquie, Matěj Chaluš est formé au FK Příbram, et découvre le football professionnel avec ce club. Le 28 novembre 2015, il joue son premier match avec l'équipe première, lors d'une rencontre de championnat face au SK Slavia Prague, contre qui son équipe s'incline sur le score de deux buts à un.

### Transfert au Slavia Prague et prêts
Le 4 août 2017, Matěj Chaluš est acheté par le SK Slavia Prague, mais se voit prêté au FK Mladá Boleslav pour la saison 2017-2018, puis une nouvelle fois au FK Příbram pour la deuxième partie de la saison 2018-2019. Finalement, il ne joue aucun match avec le Slavia Prague.

### Slovan Liberec
Le 9 juillet 2019, Matěj Chaluš s'engage avec le Slovan Liberec.

### Malmö FF
Le 2 février 2022, Matěj Chaluš rejoint la Suède en s'engageant avec le Malmö FF pour un contrat courant jusqu'en décembre 2025. Il vient notamment pour remplacer Anel Ahmedhodžić, parti aux Girondins de Bordeaux.

### Carrière en sélection nationale
Avec les moins de 17 ans, il participe au championnat d'Europe des moins de 17 ans en 2015. Lors de cette compétition organisée en Bulgarie, il joue deux matchs, avec une victoire contre la Slovénie, et une lourde défaite contre l'Allemagne.
Par la suite, avec les moins de 19 ans, il participe au championnat d'Europe des moins de 19 ans en 2017. Lors de cette compétition organisée en Géorgie, il joue quatre matchs, avec deux victoires en phase de poule, contre la Suède et le pays organisateur. Les joueurs tchèques s'inclinent en demi-finale face à l'Angleterre.
Il est par la suite à plusieurs reprises capitaine de la sélection des moins de 20 ans. Il inscrit un but contre l'Italie en mars 2018.
Matěj Chaluš reçoit sa première sélection avec la Tchéquie espoirs le 31 mai 2018, lors d'un match amical remporté par son équipe face à l'Autriche (0-3).

## Palmarès
Malmö FF
- Svenska Cupen (1) 
  - Vainqueur de la 2021-2022